# Droga śmierci Berezwecz-Taklinowo

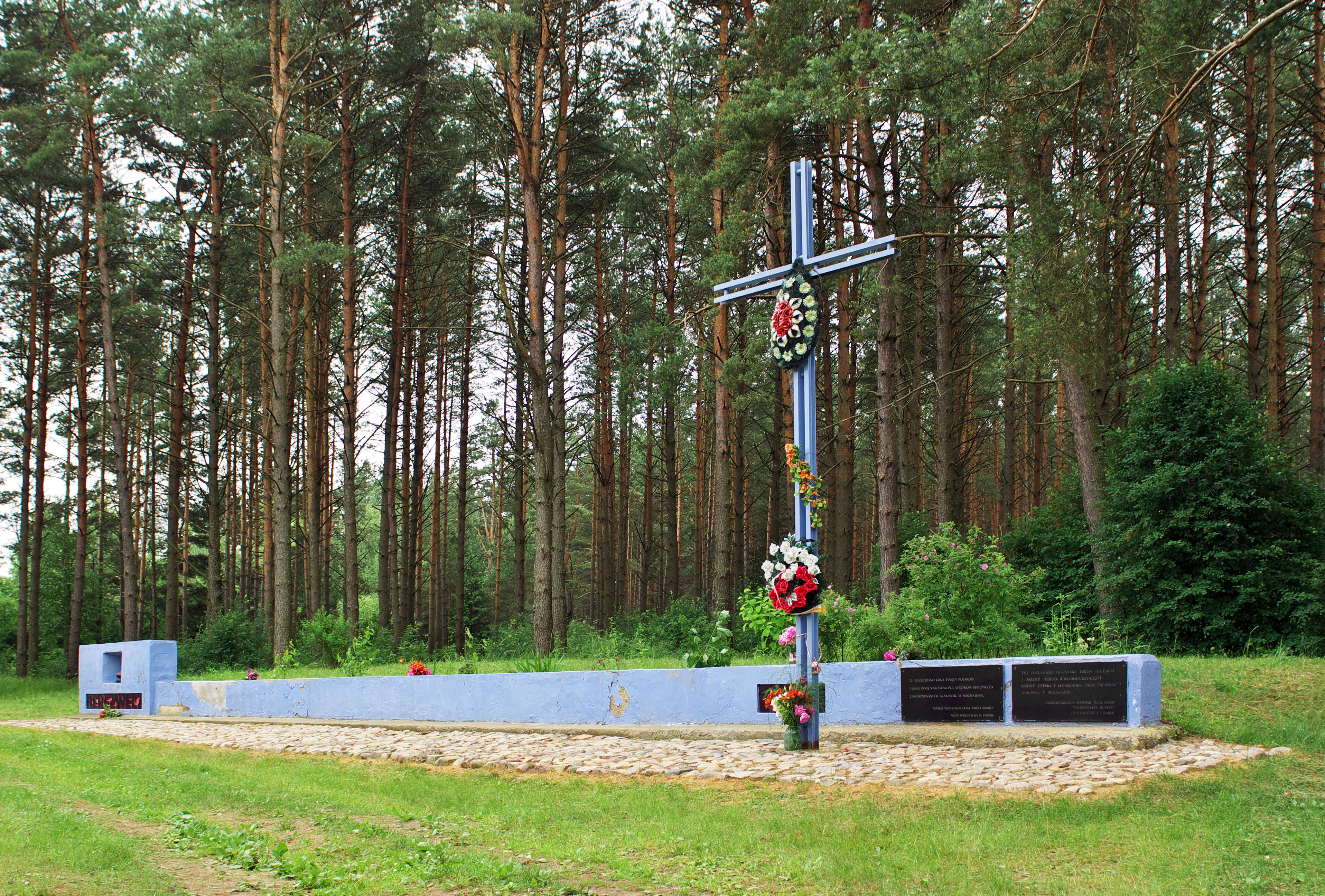
Pomnik na zbiorowej mogile w Mikałajewie

Droga śmierci Berezwecz-Taklinowo – szlak kaźni więźniów ewakuowanych z więzienia w Berezweczu (ob. Głębokie), których po wybuchu wojny niemiecko-sowieckiej NKWD usiłowało odeskortować na wschód.
W nocy z 23 na 24 czerwca 1941 roku część więźniów, których Sowieci uznali za szczególnie niebezpiecznych, zamordowano w piwnicach berezweckiego więzienia. Następnego dnia pozostałych więźniów pognano w kierunku Witebska. Podczas 120-kilometrowego marszu więźniowie masowo ginęli na skutek wyczerpania, głodu, pragnienia i okrucieństwa strażników. Ostatnim punktem „drogi śmierci” stał się kołchoz Taklinowo (ob. Mikałajewa), gdzie 28 czerwca sowiecka eskorta rozstrzelała niemal wszystkich więźniów.
Według różnych danych podczas ewakuacji więzienia w Berezweczu zostało zamordowanych około 1–2 tys. osób. Większość ofiar była narodowości polskiej.

## Geneza

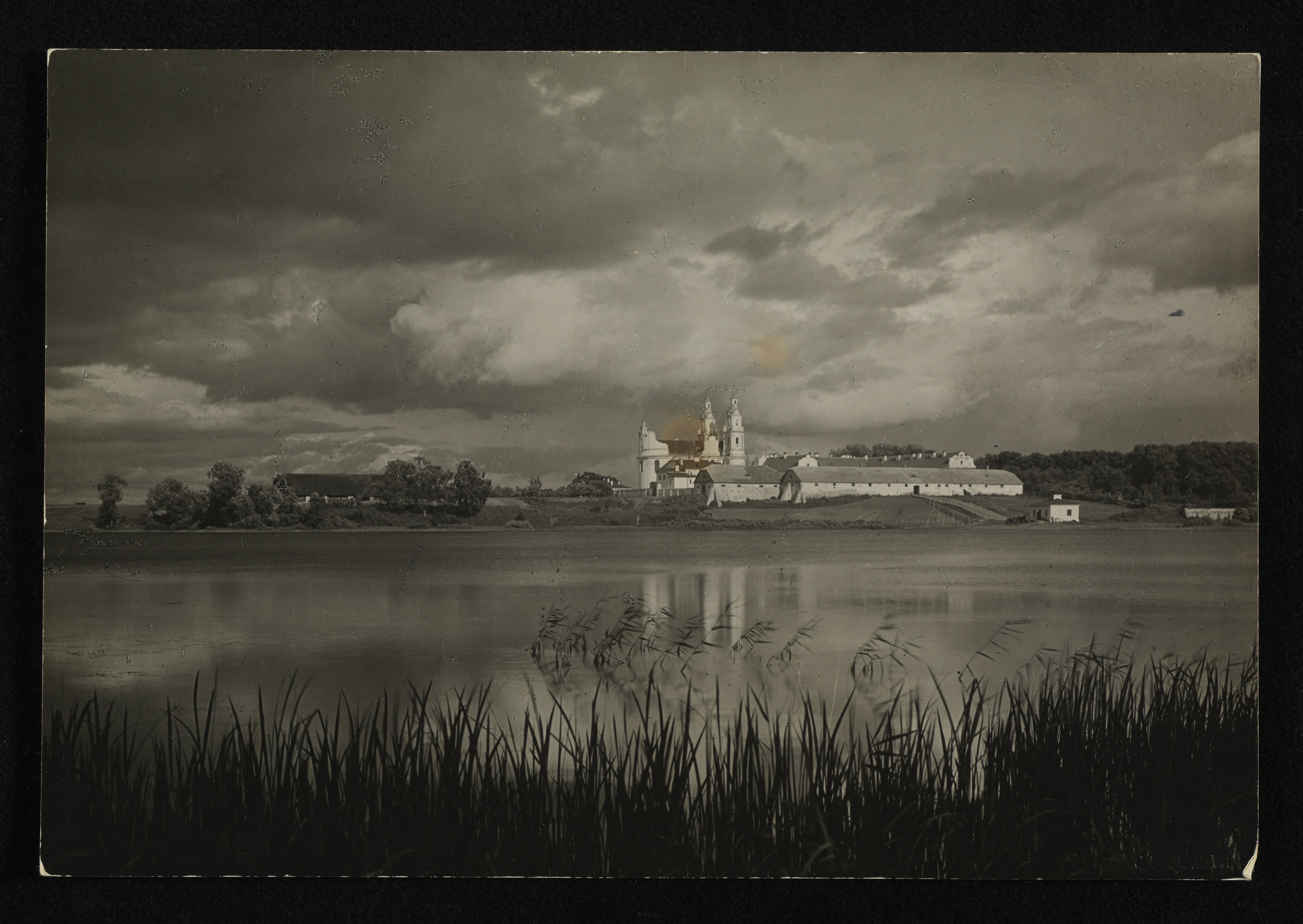
Kościół i klasztor w Berezweczu

Po klęsce wrześniowej Berezwecz (ob. część miasta Głębokie) wraz z resztą ziem kresowych znalazł się pod sowiecką okupacją. Miejscowe koszary Korpusu Ochrony Pogranicza, mieszczące się w zabudowaniach byłego klasztoru oo. bazylianów, zostały przejęte przez NKWD, które urządziło w nich więzienie ogólne. Było ono jednym z czterech sowieckich więzień funkcjonujących na terenie obwodu wilejskiego; w oficjalnych dokumentach określano je mianem „więzienia nr 28”. Stanowisko naczelnika piastował sierżant bezpieczeństwa państwowego Michaił Nikołajewicz Prijomyszew.
W Berezweczu-Głębokiem przetrzymywano przede wszystkim aresztowanych mieszkańców Głębokiego, Brasławia, Dzisnej, Hermanowicz, Hołubicz, Plissy, Postaw, Szarkowszczyzny i innych pobliskich miejscowości. Do cel tamtejszego więzienia trafiali także mieszkańcy innych regionów Polski, w tym uchodźcy z terenów pod okupacją niemiecką. Z ustaleń Okręgowej Komisji Badania Zbrodni przeciw Narodowi Polskiemu w Łodzi wynika, że między 17 września 1939 roku a 24 czerwca 1941 roku na terenie więzienia zamordowano od 500 do 800 osób.
22 czerwca 1941 roku nazistowskie Niemcy dokonały inwazji na Związek Radziecki. Pierwsze tygodnie wojny miały bardzo pomyślny przebieg dla strony niemieckiej. Dywizjom Wehrmachtu udało się bowiem rozbić wojska nadgranicznych okręgów wojskowych ZSRR, a następnie wedrzeć się w głąb sowieckiego terytorium. Szczególnym powodzeniem uwieńczone zostało niemieckie natarcie na Białorusi, gdzie w ciągu niespełna dwóch tygodni okrążono i doszczętnie rozbito sowiecki Front Zachodni.
Wobec szybkich postępów niemieckiego natarcia NKWD przystąpiło do likwidacji więźniów politycznych przetrzymywanych w strefie działań wojennych. Latem 1941 roku w więzieniach i aresztach na Kresach Wschodnich zamordowano od 20 tys. do 30 tys. osób. Charakterystyczne dla likwidacji więzień na terenach dzisiejszej Białorusi stały się zwłaszcza tzw. marsze śmierci, w których trakcie więźniów wyprowadzano z cel, po czym w letnim upale przez wiele dni pędzono pieszo na wschód. W wyniku prowadzonej w ten sposób „ewakuacji” więźniowie masowo umierali z wyczerpania, głodu i pragnienia, ginęli w nalotach niemieckiego lotnictwa, byli mordowani przez konwojentów.

## Przebieg wydarzeń

### Początek ewakuacji

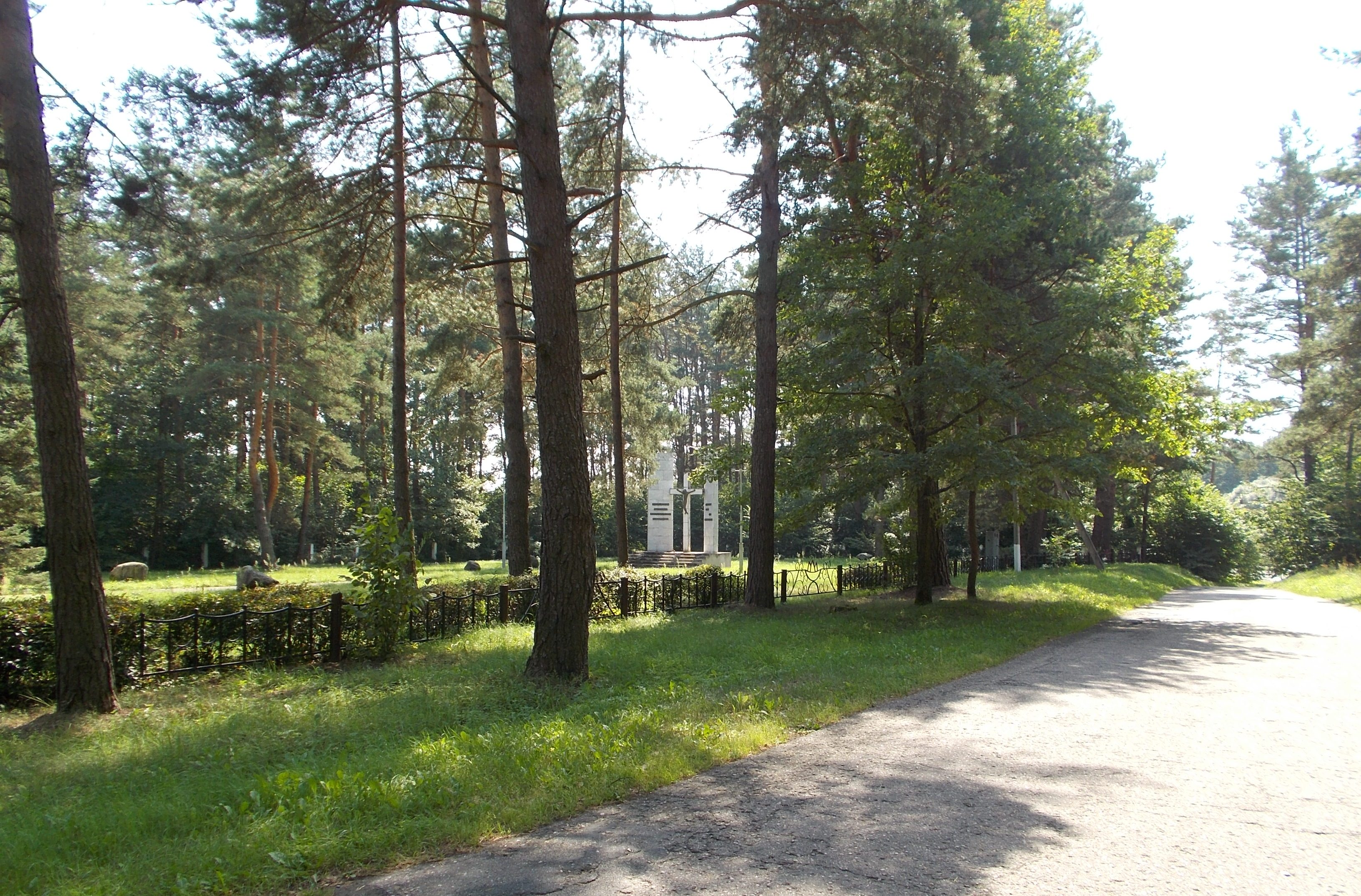
Pomnik w lesie Borek koło Berezwecza, upamiętniający ofiary rozstrzelane w więzieniu i pobliskim lesie

Z wykazów odnalezionych w sowieckich archiwach wynika, że stan osadzonych w berezweckim więzieniu na dzień 10 czerwca 1941 roku wynosił 680 osób. Inny dokument NKWD z czerwca 1941 roku, dotyczący planowanej ewakuacji więzienia, podaje natomiast, że do więzień w Uzbeckiej SRR zamierzano wywieźć 678 więźniów. Jest jednak pewne, że w momencie rozpoczęcia ewakuacji liczba osadzonych była wyższa. Po 10 czerwca do więzienia trafili bowiem kolejni aresztanci, w tym nieustalona liczba osób zatrzymanych w wyniku wielkiej akcji deportacyjnej, zapoczątkowanej w nocy z 19 na 20 czerwca. Ponadto po rozpoczęciu niemieckiej inwazji NKWD przystąpiło do masowych aresztowań prawdziwych i domniemanych wrogów władzy sowieckiej. Zatrzymanych wówczas osób nie zdążono zarejestrować w więziennej ewidencji.
23 czerwca przebywający w Mołodecznie przedstawiciel zarządu więziennictwa NKWD Białoruskiej SRR, naczelnik działu operacyjnego Pariemski, w rozmowie telefonicznej rozkazał naczelnikowi Prijomyszewowi rozpocząć ewakuację więźniów. Do likwidacji więzienia przystąpiono jeszcze tej samej nocy. W stosunkowo najlepszej sytuacji znaleźli się więźniowie, których NKWD zdołało wywieźć koleją na wschód. Z zachowanych sowieckich dokumentów wynika, że 20 lipca 1941 roku dotarł do Kazania transport z 261 więźniami ewakuowanymi z Berezwecza. Ostatecznie z większości więźniów sformowano jednak kolumnę marszową, którą pognano na wschód.
Część więźniów, uznanych za najbardziej niebezpiecznych, NKWD postanowiło zlikwidować na miejscu. Do masowych egzekucji doszło w nocy z 23 na 24 czerwca. Ofiary mordowano w więziennych piwnicach, a strzały i krzyki zagłuszano głośną muzyką puszczaną z megafonów. Zbrodnia wyszła na jaw po ewakuacji Sowietów z Berezwecza, kiedy to do klasztoru udały się rodziny więźniów poszukujące swoich bliskich. Odnaleziono wówczas dziesiątki trupów, które enkawudziści pogrzebali w zbiorowych grobach lub zamurowali w celach. Świadkowie wspominali, że wiele zwłok miało sznury zarzucone na szyje, skrępowane ręce oraz nosiło ślady bestialskich tortur. Według najbardziej ostrożnych szacunków na terenie więzienia zamordowano kilkadziesiąt osób. Naoczni świadkowie szacowali jednak liczbę ofiar na 360, 500–600, a nawet 800 osób. Ustalono, że obok funkcjonariuszy NKWD w egzekucjach uczestniczył sekretarz miejscowego komitetu WKP(b) o nazwisku Skroba. Miał się on chwalić pod wpływem alkoholu, że osobiście zastrzelił 18 więźniów.

### „Droga śmierci”

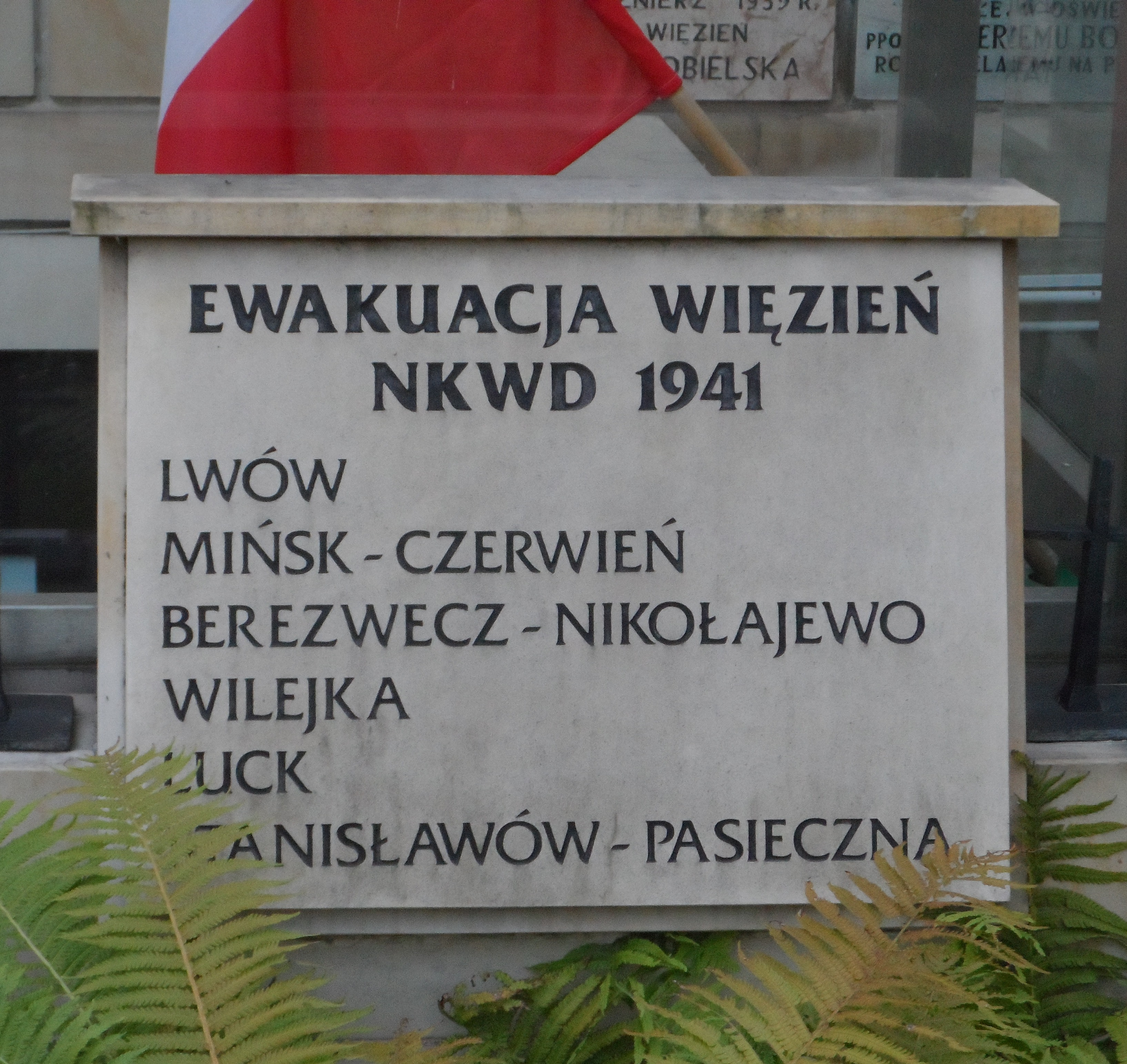
Tablica na terenie kościoła św. Stanisława Kostki w Warszawie, upamiętniająca ofiary masakr więziennych NKWD, w tym ofiary marszu śmierci z Berezwecza

Przygotowania do pieszej ewakuacji rozpoczęły się już w nocy z 23 na 24 czerwca. O godzinie 2:00 więźniów zaczęto wyprowadzać z cel i gromadzić na więziennym dziedzińcu. Wymarsz nastąpił trzy godziny później. Liczba więźniów, których wyprowadzono wówczas z Berezwecza, pozostaje trudna do ustalenia, gdyż nawet sowieckie archiwa podają sprzeczne informacje w tym zakresie. Wykaz odjazdów i ruchu transportów z więzień NKWD Białoruskiej SRR informuje, że pieszej ewakuacji podlegało 830 więźniów. Według meldunku prokuratora garnizonu witebskiego Glinki kolumna marszowa liczyła „916 skazanych oraz więźniów będących w śledztwie”. Z ustaleń OKBZpNP w Łodzi wynika natomiast, że z Berezwecza wyprowadzono od 1,5 tys. do 3 tys. więźniów. Wraz z nimi ewakuowali się członkowie więziennego personelu oraz ich rodziny. Michał Bogowicz, któremu udało się przeżyć „marsz śmierci”, oceniał, że kolumna marszowa była długa na 1,5 kilometra.
Wkrótce po wyjściu za bramę klasztoru kolumna natknęła się na tłum złożony z krewnych więźniów, którzy liczyli, że zdołają zobaczyć swoich bliskich oraz wręczyć im paczki z wodą, żywnością lub odzieniem. Nawiązanie jakiegokolwiek kontaktu uniemożliwili jednak konwojenci, którzy bili i szczuli psami zarówno więźniów, jak i członków ich rodzin. Po opuszczeniu Berezwecza kolumna podążyła przez Kowale, Hołubicze, Przewóz, Uszacz, Soroczyno i Ułłę w kierunku Witebska. Podczas kilkudniowego marszu więźniowie nie otrzymywali wody i pożywienia. Osoby, które nie nadążały za kolumną, podejmowały próby ucieczki lub oporu, zbyt wolno reagowały na polecenia, były rozstrzeliwane lub zakłuwane bagnetami przez konwojentów. Ocalali więźniowie wspominali, że trasa przemarszu kolumny usiana była dziesiątkami trupów. W trakcie marszu dochodziło również do zbiorowych egzekucji. W rejonie Soroczyna (Sierocina) naczelnik Prijomyszew wraz z pięcioma konwojentami rozstrzelali 27 lub 32 więźniów. Zbrodni tej dokonano w odwecie za ucieczkę jednego z osadzonych. Prokurator Glinka donosił w swym raporcie, że „w drodze […] Prijomyszew w różnym czasie i w dwóch etapach rozstrzelał 55 osób”.
28 czerwca nastąpił punkt kulminacyjny „marszu śmierci”. Tego dnia kolumna dotarła do miasteczka Ułła. Dwaj ocalali z masakry Polacy wspominali, że tamtejsi mieszkańcy odnieśli się do więźniów bardzo nieprzyjaźnie, ubliżając im, a nawet zachęcając eskortę do ich rozstrzelania („Towarzysze, dokąd prowadzicie tych bandytów, te polskie świnie. Bić ich na miejscu!”). Zdaniem Bogdana Musiała owo wydarzenie mogło mieć wpływ na późniejsze postępowanie enkawudzistów. W międzyczasie kolumna przeszła przez most nad Dźwiną. Gdy więźniowie i eskorta znaleźli się w okolicach kołchozu Taklinowo (ob. Mikałajewa), nadleciał niemiecki samolot, który zbombardował wspomniany most. Nalot wywołał panikę wśród więźniów. Prijomyszew wydał wówczas rozkaz wymordowania całej kolumny. W ciągu kilkunastu minut konwojenci ogniem broni maszynowej rozstrzelali kilkuset więźniów. Rannych dobijano strzałem z pistoletu, bagnetem lub ciosem kolby karabinowej.
Masakrę przeżyli nieliczni więźniowie, którym udało się uciec do lasu lub ukryć się pod ciałami zamordowanych towarzyszy. Niektórych uciekinierów Sowieci wyłapali przy pomocy miejscowej ludności, po czym wywieźli do Witebska, a stamtąd w głąb ZSRR. Wiadomo również, że dzień po masakrze pięciu lub sześciu uciekinierów zostało złapanych i rozstrzelanych w wiosce Uboina (położonej na prawym brzegu Dźwiny, 15 km na północny zachód od Mikałajewa).
Konwojenci działali w takim pośpiechu, że nie uprzątnęli zwłok ofiar. Zmusili tylko niektórych chwilowo oszczędzonych więźniów, aby zebrali trupy z jezdni i wrzucili do przydrożnych rowów. Dopiero następnego dnia na miejscu masakry pojawiło się specjalne komando NKWD, które zmusiło kołchoźników z Taklinowa, aby zebrali ciała zamordowanych i pogrzebali w pięciu jamach na ziemniaki, które znajdowały się w pobliskim lesie. Po wkroczeniu wojsk niemieckich ofiary masakry ekshumowano, a następnie pogrzebano w wielkiej zbiorowej mogile, którą wykopano na skraju lasu.

### Ofiary

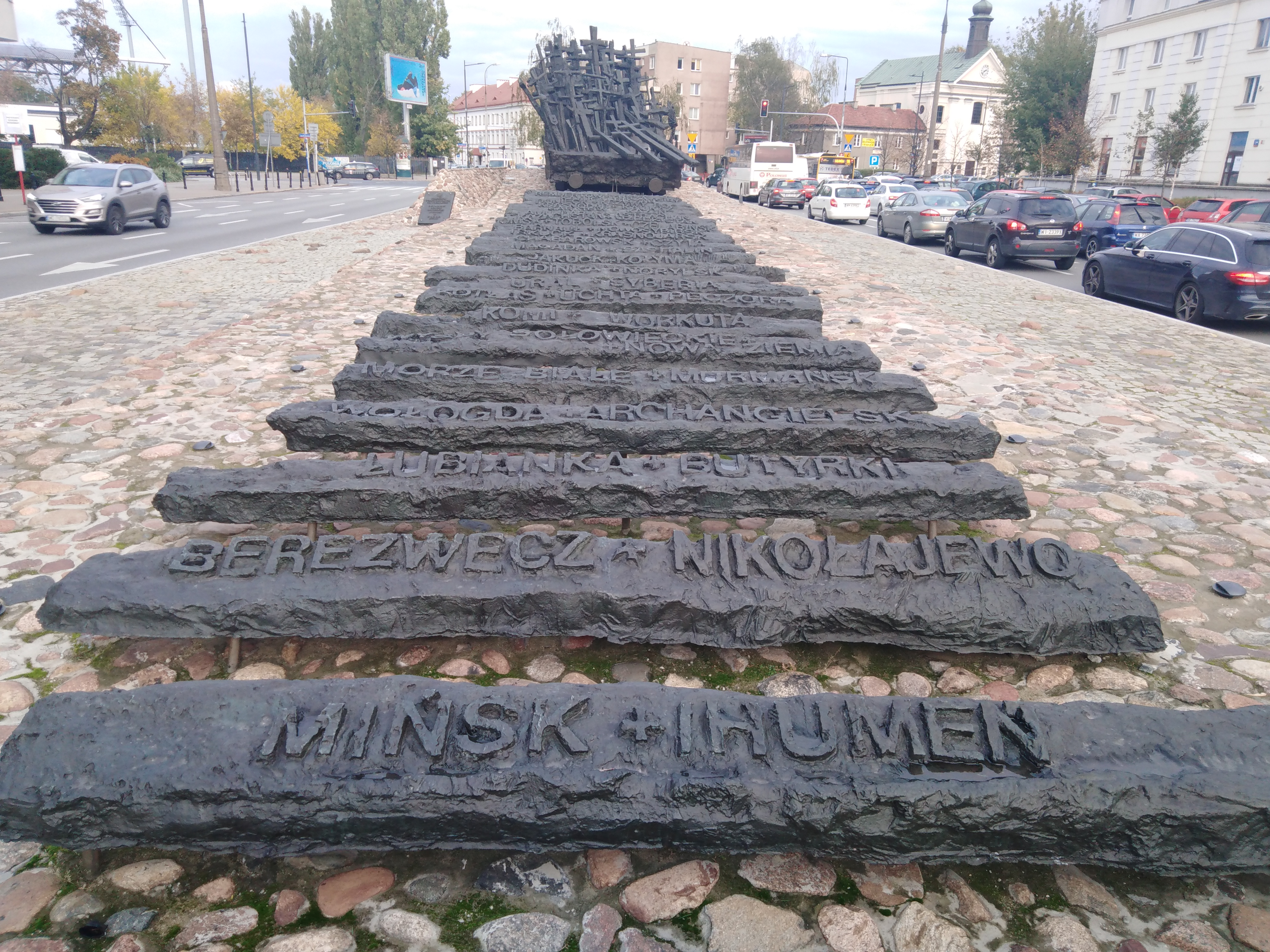
Pomnik Poległym i Pomordowanym na Wschodzie w Warszawie. Widoczny podkład kolejowy z napisem „Berezwecz Nikołajewo”

Liczba ofiar „marszu śmierci” pozostaje trudna do ustalenia. W raporcie na temat ewakuacji więzień NKWD Białoruskiej SRR, sporządzonym 3 września 1941 roku przez zastępcę naczelnika zarządu więziennictwa NKWD BSRR lejtnanta bezpieczeństwa państwowego Opalewa, podano, że rozstrzelanych zostało „do 600 osób”. Wykaz odjazdów i ruchu transportów z więzień NKWD Białoruskiej SRR oraz raport prokuratora Glinki informują natomiast, że w trakcie ewakuacji eskorta rozstrzelała 714 więźniów. Z kolei więzień Paweł Kożuch, który ocalał ukryty pod ciałami zamordowanych i był świadkiem jak enkawudziści liczyli zwłoki, usłyszał liczbę 1773. Sławomir Kalbarczyk oceniał, że liczba ofiar przekroczyła tysiąc. Inni historycy, opierając się na zeznaniach świadków, szacowali, że zamordowano około 1–2 tys. więźniów.
W gronie ofiar znaleźli się ks. Franciszek Kuksewicz, proboszcz parafii w Miorach oraz ks. Stanisław Eliasz, proboszcz parafii w Idołcie – obaj aresztowani już po wybuchu wojny niemiecko-sowieckiej  .
Ponad pięciuset zamordowanych więźniów nie miało wyroków („było w śledztwie”), więc z punktu widzenia sowieckiego prawa byli niewinni, a ich egzekucja była bezprawna.

## Odpowiedzialność sprawców
Bezprawne postępowanie Prijomyszewa wywołało reakcję prokuratora garnizonu witebskiego, wojenjurysty trzeciej rangi Glinki. 4 lipca 1941 roku Glinka rozkazał aresztować naczelnika i postawić go przed trybunałem wojskowym, wnioskując jednocześnie o rozstrzelanie oskarżonego. Prijomyszew bronił się, twierdząc, że więźniowie usiłowali uciekać, rzekomo krzycząc przy tym „Niech żyje Hitler!”. Wstawili się za nim zastępca ludowego komisarza spraw wewnętrznych BSRR Ptaszkin oraz naczelnik zarządu NKWD obwodu witebskiego Motawkin. Ostatecznie pierwszy sekretarz KC KPB Pantielejmon Ponomarienko uznał postępowanie naczelnika za uzasadnione i polecił wypuścić go na wolność. Prijomyszew został zwolniony z aresztu w dniu wkroczenia wojsk niemieckich do Witebska. Jego dalsze losy są nieznane.
We wrześniu 1941 roku dwaj podwładni Prijomyszewa, oficerowie współodpowiedzialni za egzekucję więźniów, zostali skazani na śmierć przez sowiecki trybunał. W tym samym procesie trzech innych sprawców skazano na 10 lat obozu pracy.
Okręgowej Komisji Badania Zbrodni przeciw Narodowi Polskiemu w Łodzi udało się ustalić nazwiska piętnastu funkcjonariuszy NKWD podejrzanych o uczestnictwo w mordzie na więźniach z Berezwecza.

## Upamiętnienie

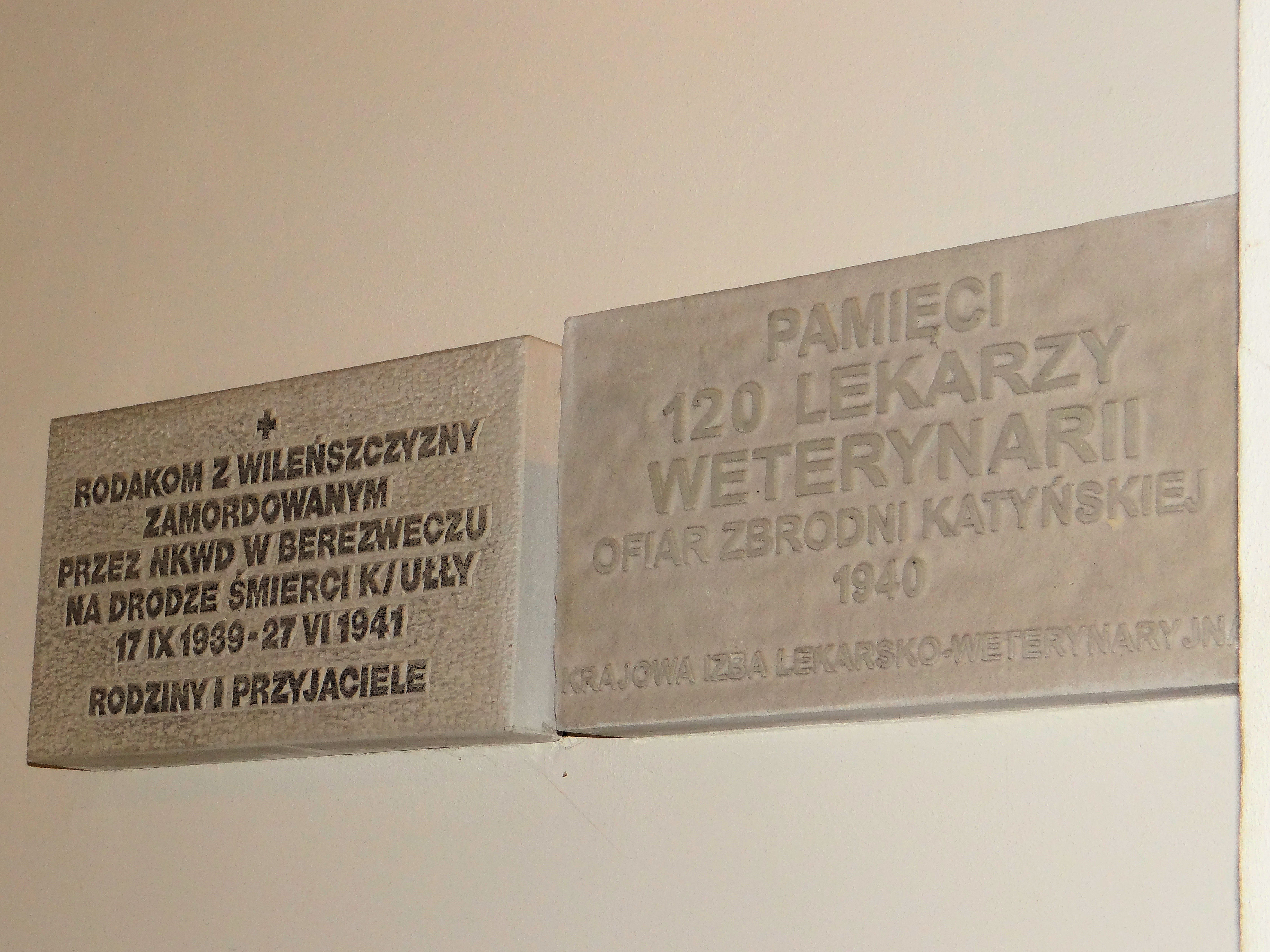
Bazylika Świętego Krzyża w Warszawie. Po lewej stronie widoczna tablica upamiętniająca zamordowanych więźniów z Berezwecza

Upamiętnienie ofiar „marszu śmierci” stało się możliwe po przełomie politycznym 1989 roku i rozpadzie ZSRR. Latem 1993 roku rodziny zamordowanych odbyły pielgrzymkę do miejsc kaźni w Berezweczu-Głębokiem i Taklinowie-Mikałajewie. Mszę świętą w tej ostatniej miejscowości odprawił wówczas kapelan „rodzin katyńskich” i pomordowanych na Wschodzie, ks. prałat Zdzisław Peszkowski. Staraniem Rady Ochrony Pamięci Walk i Męczeństwa na masowym grobie w Mikałajewie wzniesiono pomnik ku czci zamordowanych.
W lesie Borek w pobliżu Berezwecza znajduje się pomnik upamiętniający ofiary reżimu stalinowskiego i hitlerowskiego zamordowane w berezweckim więzieniu.
Jako inne formy upamiętnienia ofiar „drogi śmierci” wskazać można:
- pamiątkową tablicę w kościele w Głębokiem[48];
- podkład kolejowy z napisem „Berezwecz Nikołajewo”, będący elementem Pomnika Poległym i Pomordowanym na Wschodzie w Warszawie[48];
- pamiątkową tablicę i urnę z ziemią z Mikałajewa, które znajdują się w warszawskiej bazylice Świętego Krzyża (kaplica katyńska)[48];
- o ofiarach marszu śmierci Berezwecz-Taklinowo wspomina jeden z napisów na tablicy upamiętniającej ofiary masakr więziennych NKWD, która znajduje się na terenie kościoła św. Stanisława Kostki w Warszawie.

Nie udało się odnaleźć grobów więźniów zamordowanych w więzieniu w Berezweczu oraz w drodze do Taklinowa.